# Roodstaartmierlijster
De roodstaartmierlijster (Chamaeza ruficauda) is een zangvogel uit de familie Formicariidae (mierlijsters).

## Verspreiding en leefgebied
Deze soort komt voor in zuidoostelijk Brazilië van Minas Gerais tot noordelijk Rio Grande do Sul en noordoostelijk Argentinië.

## Status
De grootte van de populatie is niet gekwantificeerd maar de soort wordt omschreven als vrij algemeen. Op de Rode lijst van de IUCN heeft deze soort de status niet bedreigd.